# Хотяинцевы
Хотяинцевы (Хотяинцовы) — древний дворянский род татарского происхождения.
При подаче документов (31 марта 1686) для внесения рода в Бархатную книгу, была предоставлена родословная роспись Хотяинцевых.
Род записан в VI части родословных книг Тамбовской и Рязанской губернии.
Есть ещё несколько дворянских родов Хотяинцевых, более позднего происхождения.

## История
Потомство «мужа честна Илика, а по святом крещении Еремия, выехавшего к великому князю Дмитрию Ивановичу Донскому из Орды» (1362-1389). Внук его Ефим Клементьевич получил прозвище Хотяин, отчего и потомки его стали именоваться «Хотяинцевыми». При царе Михаиле Федоровиче Богдан Васильевич был пожалован вотчиной «за московское осадное сидение».
К этому роду принадлежал генерал-лейтенант и сенатор Иван Николаевич Хотяинцев (ок. 1786—1863).

## Описание герба
В голубом поле изображены крестообразно две серебряных Стрелы (изм. польский герб Ёдзешко), летящих вниз сквозь золотой Полумесяц к серебряной Подкове.
На щите дворянский коронованный шлем. Нашлемник: три страусовых пера. Намёт на щите голубой, подложенный серебром. Щит держат два льва.

## Известные представители
- Хотяинцов Андрей Григорьевич — воевода в Данкове (1615-1617).
- Хотяинцов Григорий Юрьевич — каширский городовой дворян (1627-1629).
- Хотяинцов Афанасий Иванович — каширский городовой дворянин (1627-1629), воевода в Осташкове (1636-1637).
- Хотяинцов Андрей Григорьевич — московский дворянин (1627-1629).
- Хотяинцов Данила Андреевич — московский дворянин (1640-1677).
- Хотяинцовы: Сильвестр Фёдорович, Павел Осипович, Михаил Афанасьевич, Григорий Левкаевич, Алексей Андреевич, Иван, Еремей, Василий и Алексей Ивановичи — московские дворяне (1671-1692)
- Хотяинцовы: Сергей Павлович, Семён Минич, Прокофий Алексеевич, Яков и Никита Фёдоровичи, Никифор Осипович, Иван Варфаломеевич, Данила Алексеевич, Алексей Михайлович, Авксентий Семенович — стряпчие (1692).
- Хотяинцовы: Яков Михайлович, Семён Осипович, Полуехт Павлович, Киприян Минич, Алексей Сергеевич — стольники (1692)[4][5].